# Benoit (Mississippi)
Cette page contient des caractères spéciaux ou non latins. S’ils s’affichent mal (▯, ?, etc.), consultez la page d’aide Unicode.
Pour les articles homonymes, voir Benoît.
La ville américaine de Benoit (en anglais [bɨˈnɔɪt]) est située dans le comté de Bolivar, dans l’État du Mississippi. Lors du recensement de 2000, sa population s’élevait à 611 habitants.

## Source
- (en) Cet article est partiellement ou en totalité issu de l’article de Wikipédia en anglais intitulé « Benoit, Mississippi » (voir la liste des auteurs).